# KS Luftëtari Gjirokastra
Der Klubi Sportiv Luftëtari Gjirokastra war ein albanischer Fußballverein aus Gjirokastra, der zuletzt in der ersten Liga Kategoria Superiore spielte.

## Geschichte

Logo des Vereins bis 2005

Der Klub wurde 1926 unter dem Namen Shqiponja Gjirokastër gegründet. Ab 1949 nannte man sich schlicht Gjirokastër, 1951 erfolgte die Umbenennung in Puna Gjirokaster. Sieben Jahre später stand die nächste Namensänderung an, als der Verein sich erstmals den heutigen Namen gab. Unter diesem Namen gelang der größte Erfolg in der Vereinsgeschichte, als man 1978 die Liga als Vizemeister beendete. 1992 taufte man sich in den ursprünglichen Namen, Shqiponja Gjirokastër, um. Seit 2000 hat der Klub wieder seinen aktuellen Namen.
Nachdem man 2002 aus der ersten Liga abgestiegen war, gelang 2003 im Rahmen des Umbaus des albanischen Ligasystems die Qualifikation für die Kategoria Superiore. Nach vier Jahren Zweitklassigkeit gelang 2006 wegen der Aufstockung der ersten Liga als Tabellenvierter der zweiten Liga der Aufstieg. In der ersten Liga konnte man sich allerdings nicht halten und der Klub stieg nach einem Jahr wieder in die zweite Liga ab. Gleiches passierte, als zunächst in der Saison 2011/12 durch die Meisterschaft in der zweiten Liga erneut der Aufstieg ins Oberhaus gelang, der Verein danach jedoch direkt wieder abstieg.
In der Saison 2016/17 spielte Luftëtari erneut erstklassig – und auch der Klassenerhalt gelang mit einem guten vierten Platz. Auch in der Saison 2017/18 lieferte Luftëtari gute Spiele und konnte den dritten Platz erreichen. Die Saison 2018/19 verlief nicht so gut. Luftëtari riskierte sogar den Abstieg, sicherte sich aber den achten Platz. Als Tabellenletzter gelang der Ligaerhalt in der Saison 2019/20 nicht mehr. Im Oktober wurde der Boykott beendet und Luftëtari sollte eine Spiele in der Kategoria e Parë fortsetzen. Im November jedoch ging der Klub pleite und daraufhin wurde der Klub aufgelöst. Nach der Auflösung  wurde der AF Luftëtari als Nachfolgerverein gegründet.

## Stadion

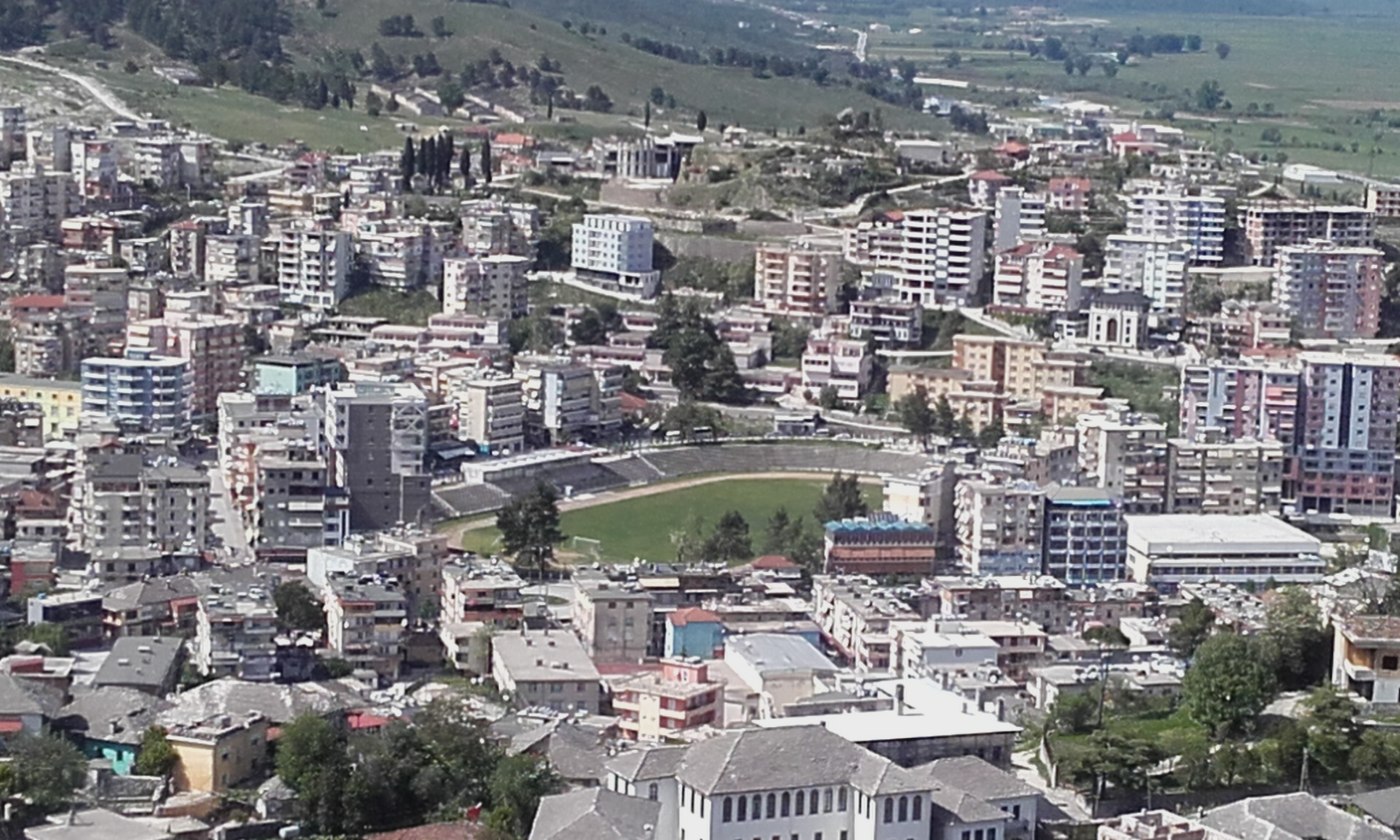
Stadion (2016)

Luftëtari trägt seine Heimspiele im Stadion Gjirokastra aus. Das Mehrzweckstadion bietet zirka 8.400 Zuschauern Platz.

## Europapokalbilanz
| Saison  | Wettbewerb         | Runde                  | Gegner       | Gesamt | Hin     | Rück    |
| ------- | ------------------ | ---------------------- | ------------ | ------ | ------- | ------- |
| 2018/19 | UEFA Europa League | 1. Qualifikationsrunde | FK Ventspils | 3:8    | 0:5 (A) | 3:3 (H) |

Gesamtbilanz: 2 Spiele, 1 Unentschieden, 1 Niederlage, 3:8 Tore (Tordifferenz −5)